# Monardella thymifolia
Monardella thymifolia là một loài thực vật có hoa trong họ Hoa môi. Loài này được Greene mô tả khoa học đầu tiên năm 1885.